# Holzmühle (Speichersdorf)
Holzmühle ist ein Gemeindeteil der Gemeinde Speichersdorf im Landkreis Bayreuth (Oberfranken, Bayern). Holzmühle liegt zum Teil in der Gemarkung Kodlitz, zum Teil in der Gemarkung Ramlesreuth.

## Geografie
Die Einöde liegt am Frauenweiher, der vom Mühlbach gespeist wird, einem rechten Zufluss des Flernitzbachs. Im Süden grenzt der Speinsharter Forst an, ansonsten ist der Ort von Acker- und Grünland umgeben. Ein Anliegerweg führt nach Ramlesreuth (0,7 km nördlich).

## Geschichte
Mit dem Gemeindeedikt wurde Holzmühle 1808 dem Steuerdistrikt Plössen und der Ruralgemeinde Plössen zugewiesen. In der freiwilligen Gerichtsbarkeit unterstand der Ort dem Patrimonialgericht Guttenthau. Im Zuge der Gebietsreform in Bayern wurde Holzmühle am 1. Januar 1972 nach Speichersdorf eingemeindet.